# Zack Kuntz
Zackary Patrick Kuntz (Harrisburg, 4 giugno 1999) è un giocatore di football americano statunitense che milita nel ruolo di tight end per i New York Jets della National Football League (NFL).

## Carriera

### New York Jets
Al college Kuntz giocò a football a Penn State (2018-2020) e a Old Dominion (2021-2022), venendo inserito nella formazione ideale della Conference USA nel 2021. Fu scelto nel corso del settimo giro (220ª scelta assoluta) del Draft NFL 2023 dai New York Jets. Fu svincolato il 29 agosto 2023 dopo di che rifirmò con la squadra di allenamento. Il 27 dicembre fu promosso nel roster attivo e chiuse la sua stagione da rookie con una presenza.